# Casa Palacio Piazuelo Barberán
La Casa Palacio Piazuelo Barberán es un palacio del siglo XVII que se encuentra en Caspe, capital de la comarca de Bajo Aragón-Caspe (Aragón, España).
Está situada en la Plaza Mayor de la ciudad frente a los soportales conocidos como Arcos del Toril.
Es una casa noble construida en estilo barroco que, a lo largo del tiempo, ha sufrido numerosas obras y reformas, deformando su aspecto primitivo.
Sólo en el tercer piso hay elementos de la configuración original del edificio.
En la fachada exterior se pueden admirar sus balcones con elementos decorativos barrocos.
Actualmente se utiliza como sala de exposiciones, biblioteca municipal y como oficina de turismo de la localidad.
Asimismo, acoge el Centro de Estudios Comarcales del Bajo Aragón-Caspe.
Está catalogada como Bien de Interés Cultural.